# أدريان سولانو
أدريان سولانو (بالإسبانية: Adrián Solano)‏ هو دراج كوستاريكي، ولد في 17 أكتوبر 1951 في سان خوسيه في كوستاريكا.

## وصلات خارجية
- أدريان سولانو على موقع أرشيف الدراجات (الإنجليزية)
- أدريان سولانو على موقع أوليمبيديا (الإنجليزية)